# Simona Mohamsson
Simona Mohamsson (ur. 27 grudnia 1994 w Hamburgu) – szwedzka polityczka i działaczka samorządowa, od 2025 liderka Liberałów oraz minister edukacji i integracji.

## Życiorys
Córka Libanki i Palestyńczyka. Gdy miała osiem lat, jej rodzina osiedliła się w Szwecji, zmieniła wówczas nazwisko z Mohammed na Mohamsson. Kształciła się na Mittuniversitetet, została absolwentką Uniwersytetu w Göteborgu, a także uzyskała magisterium na Åbo Akademi. Pracowała w administracji lokalnej, w 2024 podjęła zatrudnienie w firmie lobbingowej Narva Communications.
Działała w LUF, młodzieżówce Liberałów; była członkinią zarządu i wiceprzewodniczącą tej organizacji. Bez powodzenia kandydowała na jej przewodniczącą w 2019. Weszła w skład rady miejskiej w Göteborgu. W 2021 dołączyła do zarządu Liberałów, w 2025 objęła funkcję sekretarza partii. W czerwcu tego samego roku zastąpiła Johan Pehrsona na funkcji lidera partii. W tym samym miesiącu weszła w skład rządu Ulfa Kristerssona, obejmując w nim urząd ministra edukacji i integracji.